# Atlas (DC Comics)
Pour les articles homonymes, voir Atlas.
Atlas est le nom de plusieurs personnages de fiction, de bandes dessinées de super-héros et divinités publié par DC Comics. La version créée par Jack Kirby en 1975 est l'incarnation actuelle du personnage. Ce dernier a fait ses débuts dans le 1st Special Issue #1 du mois d'avril 1975.

## Différentes apparitions
La première apparition d'un personnage nommé Atlas dans les publications de DC Comics s'est produite dans Action Comics #121 de juin 1948. La deuxième apparition d'un personnage du même nom a été dans Action Comics #320 de janvier 1965. Un troisième Atlas apparaît dans Action Comics #353 d'août 1967.
La version d'Atlas de Jack Kirby dans 1st Special Issu #1 en 1975 était la première et seule apparition du personnage avant de revenir dans Superman #677 publié le 23 juillet 2008. Ce retour a été pleinement concrétisé par James Robinson dans le tome suivant, Superman #677. Selon Robinson, Atlas est un héros qui sauvera l'humanité, tout en restant cependant flou dans la limite entre héros et vilain et devrait devenir un personnage important de l'univers de Superman.
Deux autres versions d'Atlas sont apparues ultérieurement. La première se trouve dans All-Star Superman #3 réalisé par Grant Morrison en mai 2006. Cette version d'Atlas est plus étroitement basée sur la figure mythologique de l'Atlas, et plus proche de l'histoire parue dans Action Comics #320 de janvier 1965. La seconde version est un personnage ressemblant à Atlas est apparu dans Kingdom Come # 2 en mai 1996. Cette version de l'Atlas, également apparu dans un jeu de carte sur Kingdom Come, est décrit comme une « figure légendaire demi-dieu ».

## Biographie du personnage
Dans la version de Jack Kirby, la famille de l'Atlas a été tués par les commando de Hyssa, le Roi Lézard. Atlas a été alors élevé par un mystérieux voyageur nommé Chagra. À cause d'un cristal transporté par Atlas, Chagra a pensé que Atlas faisait partie du peuple de la Montagne de Cristal. Chagra a donc décidé d'aider Atlas a achevé sa revanche à condition que ce dernier l’emmène à la Montagne de Cristal. Atlas a grandi pour devenir le protecteur des innocents, mais lorsque le roi Hyssa est vaincu, une part de noirceur et d'irritabilité ressurgit du personnage.
Atlas apparait dans Superman #677 dans l'histoire deThe Coming of Atlas  et ses origines sont expliqués dans Superman #678 après qu'il a sauvé des habitants de Metropolis qu'il avait lui-même mis en danger. Il travaille au sein d'un projet secret du gouvernement pour tuer Superman. Atlas veut alors défier Superman et le remplacer comme le champion de Metropolis dans une perspective de conquête du monde. Il combat notamment la Science Police et Superman. Il prend l'avantage sur Superman dans la plupart du combat, mais il est dérangé par son chien Krypto, qui semble être alimenté par la magie. Atlas défie Krypto et se prépare à le tuer afin que Superman puisse revenir dans le combat et le défier avec les pouvoirs magiques de Zachary Zatara. Le retour et le combat d'Atlas fait partie d'une ruse afin de tester le projet 7734, un projet gouvernemental qui utilise la magie pour tuer Superman. Atlas continue de travailler pour ce projet,.
Atlas est plus tard kidnappé par un groupuscule inconnu et reçoit un lavage de cerveau afin de le pousser à combattre la Ligue de Justice d'Amérique. Après avoir été vaincu par la Ligue, Atlas explique à Batman qu'il n'a aucune idée de l'identité de ses ravisseurs.

## Dans d'autres médias

### Film
- Atlas apparaît dans le film d'animation All-Star Superman et est interprété par Steven Blum.